# شعار الأحواز
شعار دولة الاحواز العربية بدا إعتمادهُ من قبل مجموعة من الفنانين الاحوازيين ونال شعبية واسعة في الوسط الاحوازي  وقد نشر لأول مره في عام 2020م، ويتكون الشعار من صقر حر في صدره قرص به علم الاحواز رافعاً جناحيه واعلاه سفينة البوم طافية على أمواج الخليج العربي و خلفها شمس مشرقة ومخالبه تمسك بقاعدة على شكل مستطيل مُقَوّس تحمل اسم دولة الاحواز العربية ، وقد رُسم هذا الشعار من قِبل المصممين نواف الاسمري و رضا الكناني.

## أجزاء الشعار
يتكون الشعار من عدة أجزاء والتي ترمز إلى الاحواز:
- البوم

سفينة خليجية ، ترمز إلى تاريخ الاحواز وفي الخليج العربي .
- '''نسر صلاح الدين'''

طائر يُميز دول الخليج العربي ويهاجر إلى شبه الجزيرة العربية في غرب آسيا، لذلك يعد الصقر إحدى الرموز المهمة في الحضارة الاحوازية.
- علم الاحواز

رمز الوطن.
- الخليج

يرمز إلى الخليج العربي حيث أن الاحواز دولة آسيوية ساحلية تشارك الخليج العربي مع جمهورية العراق ودولة الكويت والمملكة العربية السعودية ومملكة البحرين ودولة قطر والامارات العربية المتحدة وسلطنة عمان .
- شمس مشرقة

ترمز الي موقع الاحواز حيث انه شرق الخليج العربي.